# Quiogue (New York)
Quiogue est une census-designated place du comté de Suffolk, dans l'État de New York, aux États-Unis,. En 2020, elle compte une population de 1 013 habitants.